# Joaquim Machado de Castro
Joaquim Machado de Castro, né à Coïmbre le 19 juin 1731 et mort à Lisbonne le 17 novembre 1822, est l'un des plus importants sculpteurs portugais de la fin du XVIIIe siècle et du début du XIXe siècle.
En dehors de ses sculptures, Joaquim Machado de Castro laisse également des registres où il décrit son travail : c'est le cas, par exemple de l'analyse de la statue du roi Joseph Ier de Portugal intitulée Descrição analytica da execução da estátua equestre erigida em Lisboa á gloria do Senhor Rei Fidelissimo D. José I, datant de  1810.
Son œuvre la plus connue est la statue équestre du roi  Joseph Ier située sur la place du Commerce à Lisbonne.

## Biographie
Né le 19 juin 1731 dans le quartier de Sé de la ville de Coïmbre, Joaquim Machado de Castro est le fils de Teresa Angélica de Castro Taborda et de Manuel Machado Teixeira, organiste et sculpteur. Il étudie chez les jésuites. 
À ses quinze ans, sa mère décède, son père se remarie avec Josefa de Cerveira, avec qui il a un autre enfant, António Xavier Machado e Cerveira, qui sera organiste comme leur père. La même année, Joaquim quitte la maison familiale (1746), et rejoint Lisbonne pour travailler avec Nicolau Pinto jusqu'en 1756. Joaquim déménage ensuite à Mafra, où il collabore avec l'italien Alessandro Giusti sur la modélisation ; cette pratique lui permet d'approfondir ses connaissances de l'art classique et de rencontrer d'autres artistes en Italie et au Portugal, lui permettant de s'ouvrir à la gravure et à la littérature,.
Il se rend à Lisbonne en octobre 1770 afin de réaliser la statue équestre pour la nouvelle place du Commerce, reconstruite après le séisme du 1er novembre 1755 à Lisbonne. La statue équestre du roi est amenée de la fonderie jusqu'à la place du Commerce le 25 mai 1775. L'inauguration a lieu le jour du 61e anniversaire du roi, le 6 juin 1775. La statue se dresse sur un piédestal réalisé par Reinaldo Manuel dos Santos (pt). Le piédestal et la statue se trouvent à 14 mètres de hauteur.
En 1778, il reçoit la somme de 30 000 réaux pour la réalisation de la statue équestre à Lisbonne. C'est en 1782 qu'il est honoré en tant que sculpteur de la Maison Royale, puis en 1814, il devient membre de l'Académie Royale des Sciences (devenue aujourd'hui l'Académie des Sciences de Lisbonne) pour son travail artistique, sa théorique et sa pédagogique,.
Décoré par l'Ordre du Christ au rang de chevalier, il est marié à Maria Barbosa de Sousa,. Il décède à Lisbonne le 17 novembre 1822 à l'âge de 91 ans, il repose dans la basilique de Notre-Dame des Martyres dans le quartier de Santa Maria Maior, basilique où son demi-frère, António Xavier Machado e Cerveira, réalisa l'orgue et les meubles.

## Œuvre
Il est lié à toutes les œuvres royales jusqu'à la fin de sa vie. Joaquim Machado de Castro réalise les tombes de la reine Marie-Anne d'Autriche (aujourd'hui disparu) et de la reine Marie-Anne-Victoire d'Espagne. De plus, il fait également des sculptures représentant plusieurs portraits comme celui du roi  Joseph Ier (statue équestre), le roi Jean VI (une à Lisbonne et l'autre au Brésil) ou encore la reine Marie Ire (actuellement dans la Bibliothèque nationale du Portugal).
Il réalise plusieurs crèches et statues dévotionnelles pour des églises et cathédrales.

### Statue équestre deJosephIer

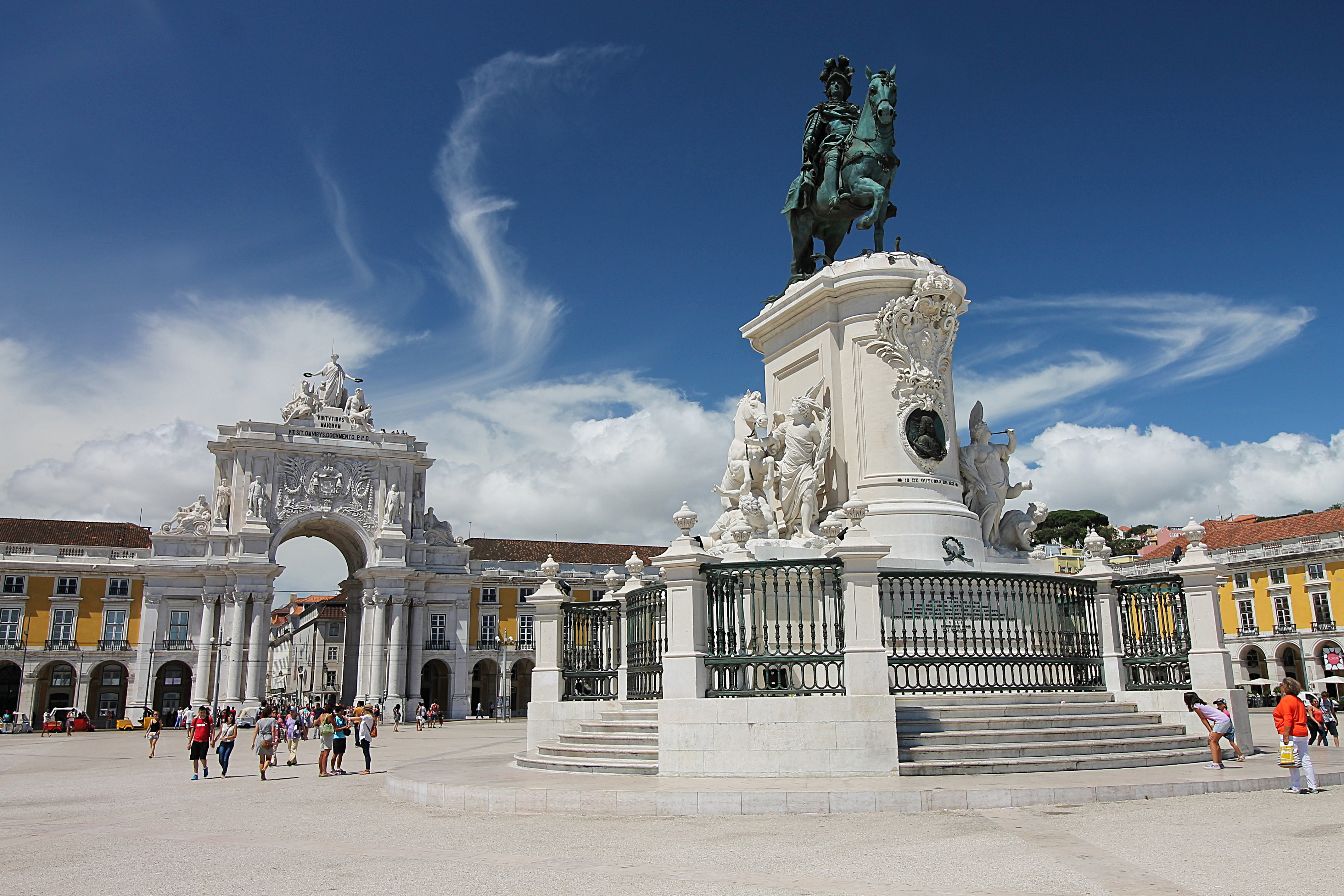
La statue du roi et l'Arc de triomphe.

La statue équestre de Joseph Ier de Portugal, située sur la Place du Commerce de Lisbonne, au Portugal, est l'œuvre du sculpteur Joaquim Machado de Castro. Il s'agit de la première statue équestre au Portugal et c'est aussi la première fois qu'est construit au Portugal un monument sculptural sur la voie publique dédiée à une personne vivante. C'était aussi, au Portugal, la première statue de cette dimension à être fondue d'un seul jet.
La statue fait partie du projet de reconstruction d'une partie de Lisbonne après le tremblement de terre de 1755. La conception de la nouvelle place du Commerce, où se trouvait autrefois la cour royale portugaise, fut confiée à l'architecte Eugénio dos Santos, qui planifia un monument au roi Joseph au centre de la nouvelle place. La fondation du piédestal de la statue a été construite immédiatement, cependant, au moment de la mort d'Eugénio dos Santos en 1760, l'exécution de la statue royale est commandée à Joaquim Machado de Castro, qui conçoit la statue basée sur les études initiales d'Eugenio dos Santos.
L'une des difficultés pour Joaquim Machado de Castro est que le roi Joseph Ier refuse de poser pour la statue. Il doit donc recourir à d'autres représentations du roi, comme le profil en effigie sur les pièces Réal. Pour les mêmes raisons, il décide d'accentuer le casque à plumes afin de détourner l'attention du visage. 
Le roi est représenté regardant à sa droite, aligné sur la direction du cheval. Celui-ci soulève la patte droite avant vers la droite et écrase de la gauche des serpents. Cette position a donné lieu à une devinette que l'on pose aux enfants portugais : 
« Qual é a pata direita do cavalo de D. José?-é a esquerda. »
(traduction : « Quelle est la patte droite du cheval de Mgr Joseph ? C'est la gauche. »).
La statue fait face au Tage et est encadrée par l'arc de la rue Augusta derrière elle, ce qui intensifie la représentation du pouvoir royal.

### Retable de la basilique d'Estrela
Dans le cadre de la construction de la basilique d'Estrela, la reine Marie-Anne-Victoire d'Espagne commande en 1781, à Joaquim Machado de Castro, un retable destiné aux Carmélites déchaussées. Située dans le couvent, le retable était prévue pour embellir la basilique durant les fêtes. Il est actuellement entreposé dans une salle, située derrière le tombeau de la reine Marie Ire via un passage discret. Au fond de la pièce, est située une vitrine qui abrite le retable et permet ainsi aux visiteurs de l'approcher.
Composée de 480 santons de Provence, il aura fallu cinq ans pour construite le retable, il s'agit d'un des plus grands retables au monde.

### Autres œuvres

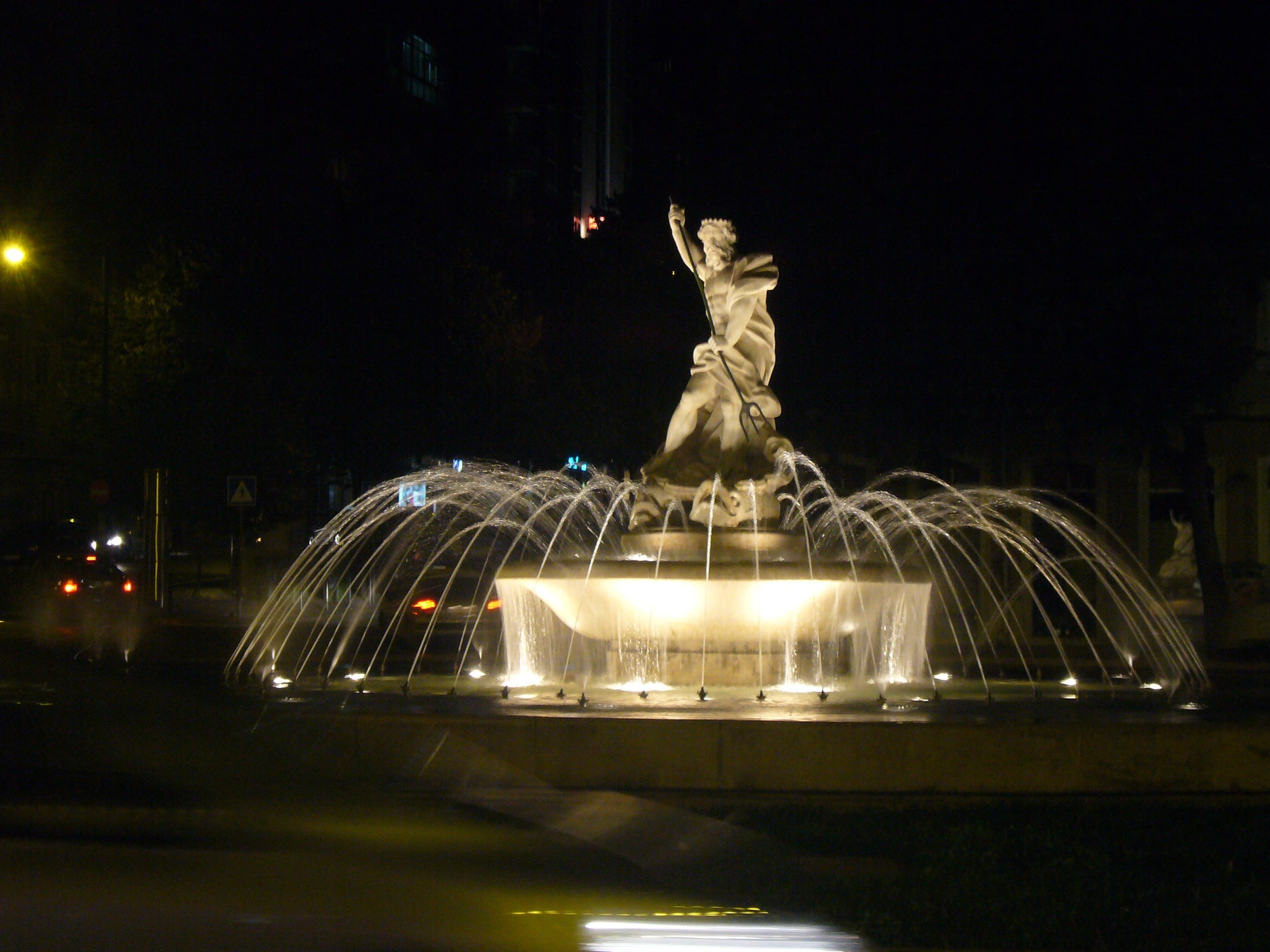
Statue de Neptune, à Lisbonne.

- Retable de la cathédrale de Lisbonne
- Sagrada Familia, datant de 1776, au musée d'Aveiro
- Retable de la basilique de Notre-Dame des Martyrs à Lisbonne[9]
- Statue de Neptune sur la place Dona Stéphanie, datant de 1771, à Lisbonne[10]

## Musée
Un prestigieux musée d'art a été nommé en l'honneur de Joaquim Machado de Castro. Il se trouve dans la ville de Coïmbre, au Portugal. Le musée a ouvert ses portes en 1913. Des travaux de rénovation ont été entrepris entre 2004 et 2012, un nouveau bâtiment a été construit pour compléter la structure. L'ensemble a reçu le prix Piranesi-Prix de Rome 2014 et a été élu meilleur musée du Portugal en 2013.

## Galerie

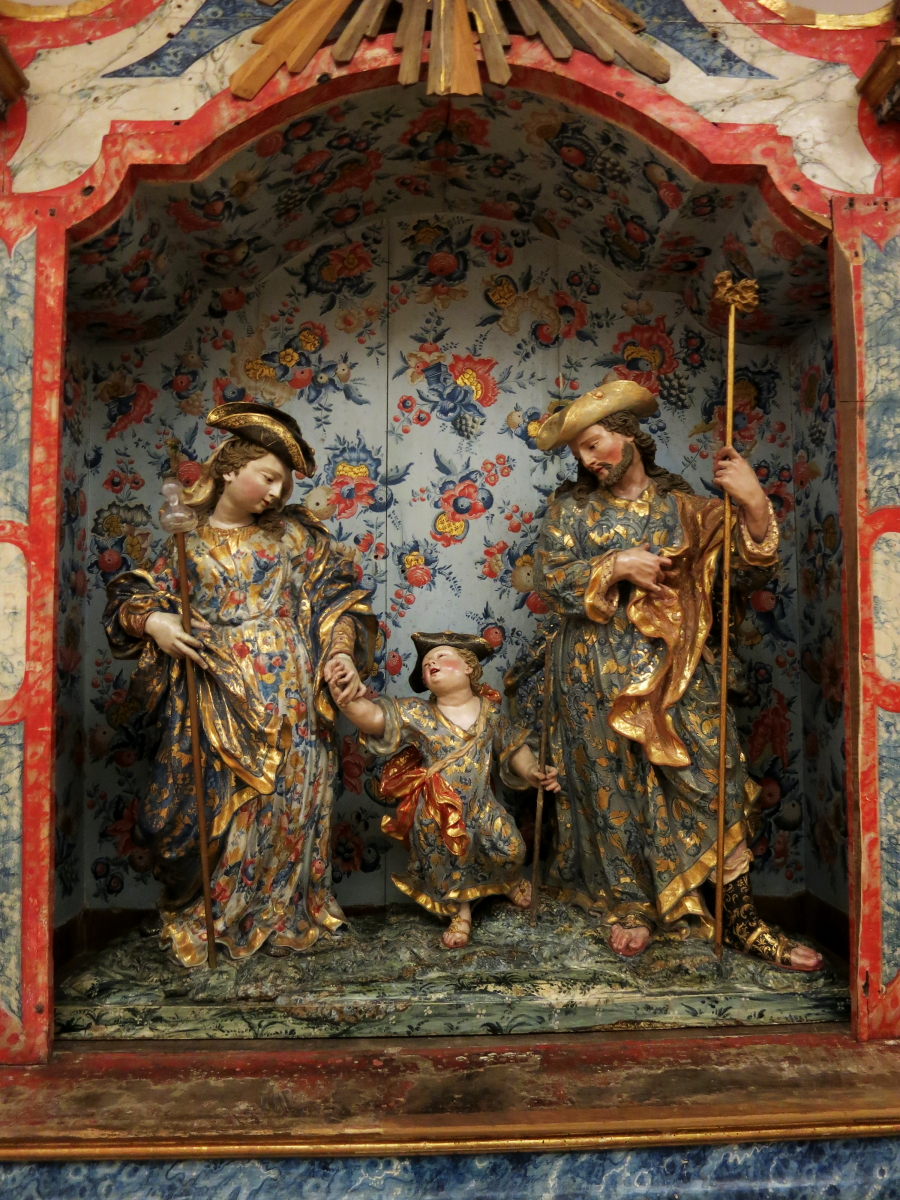
Sagrada Família, sculpture en bois, Musée de Aveiro.
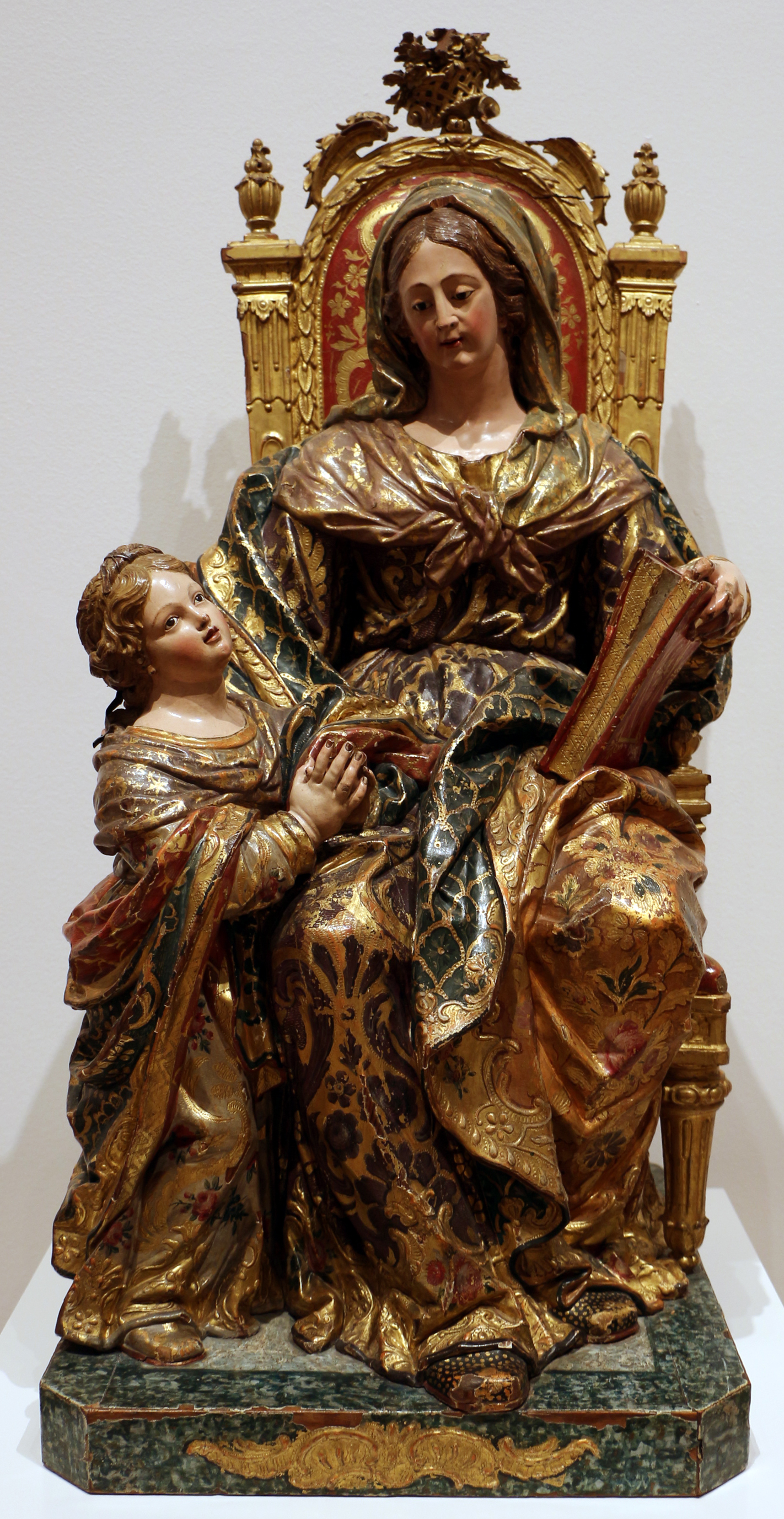
Sainte-Anne et Marie, Museu de Arte Antiga à Lisbonne.
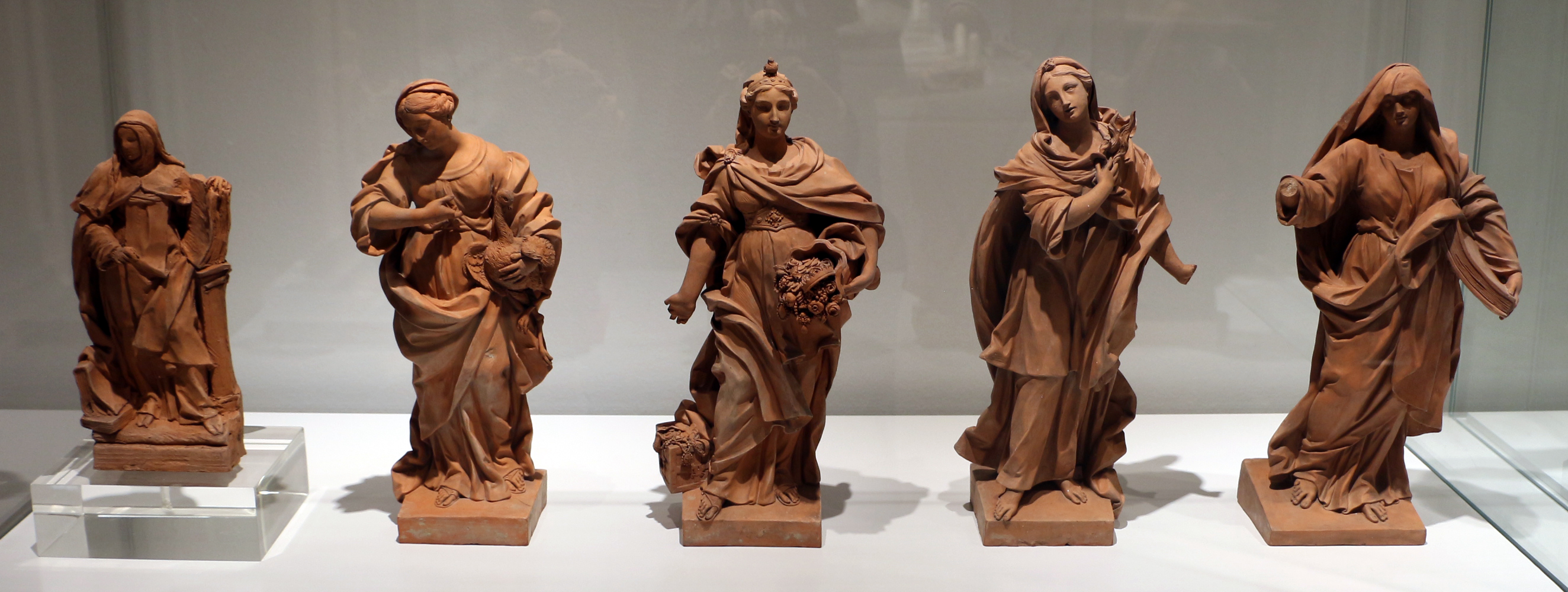
Sainte-Thérèse, Museu de Arte Antiga à Lisbonne.
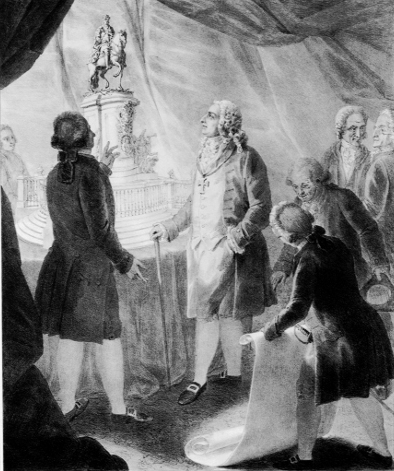
Machado de Castro présentant la maquette de la statue équestre de Joseph Ier au marquis de Pombal.
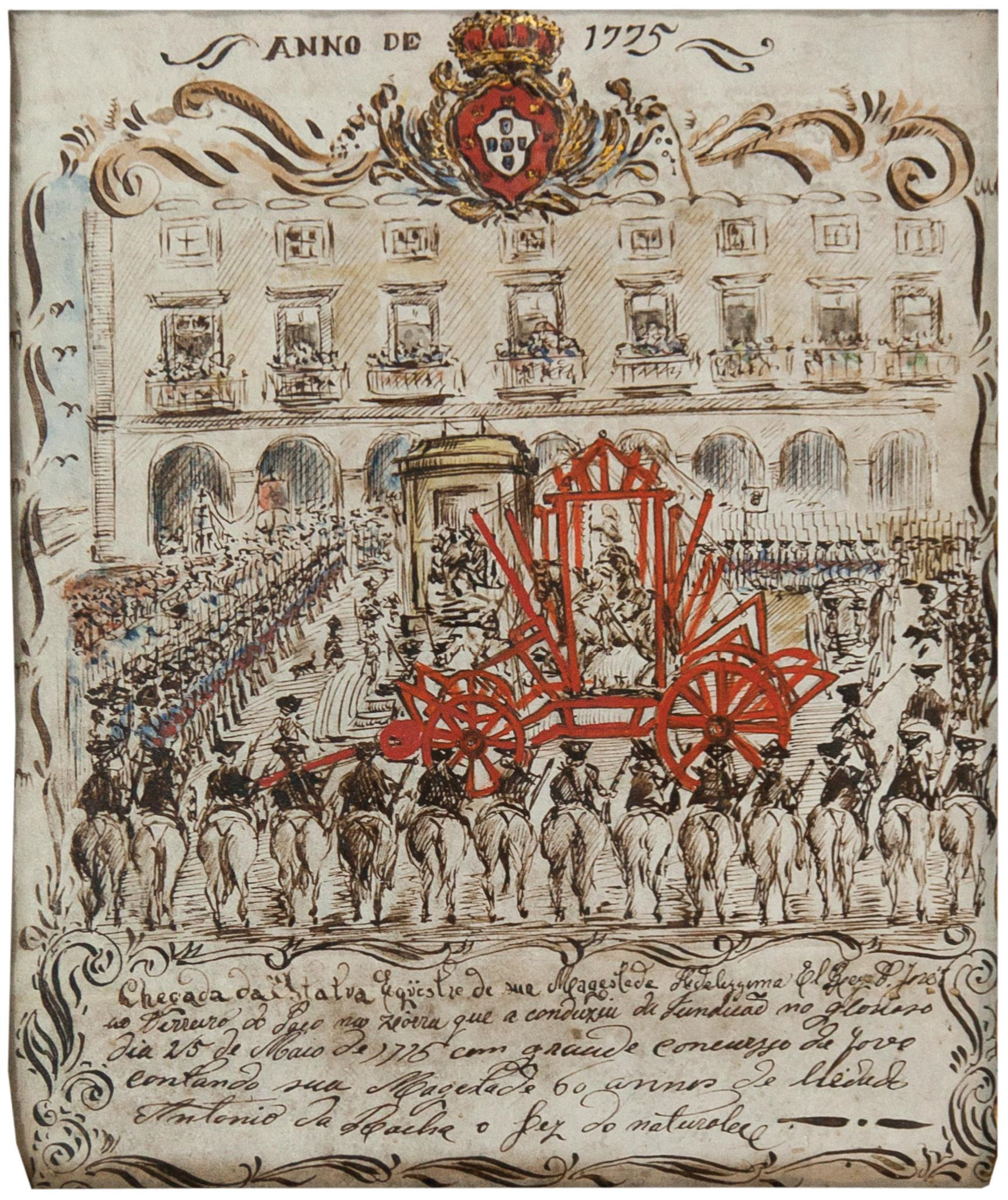
Arrivée de la statue du roi, place du Commerce, en 1775.

## Source
- (pt) Cet article est partiellement ou en totalité issu de l’article de Wikipédia en portugais intitulé « Estátua equestre de D. José I » (voir la liste des auteurs).